# ضربة واحدة (أغنية غيمس)
ضربة واحدة (بالفرنسية: One Shot)‏ وهي إصدار منفرد لمغني الراب الكونغولي غيمس، تم إصدارها في 10 يونيو 2013 وهي إصدار منفرد لألبومه الأول سابليمينال.

## التصنيف والشهادات

### التصنيف الأسبوعي
| التصنيف                                                     | أفضل مرتبة |
| ----------------------------------------------------------- | ---------- |
| تصنيف الألبومات البلجيكية (أولتراتوب فلاندرز)               | 7          |
| تصنيف الألبومات البلجيكية (أولتراتوب فلاندرز)               | 25         |
| تصنيف الألبومات البلجيكية (أولتراتوب فلاندرز)               | 6          |
| تصنيف الألبومات البلجيكية (أولتراتوب والونيا)               | 20         |
| تصنيف الألبومات البلجيكية (أولتراتوب والونيا)               | 3          |
| تصنيف الألبومات الفرنسية (الاتحاد الوطني للنشر الفونوغرافي) | 16         |

### الشهادات
| الدولة | المنظمة                          | أفضل مرتبة |
| ------ | -------------------------------- | ---------- |
| فرنسا  | الاتحاد الوطني للنشر الفونوغرافي | —          |
| بلجيكا | أولتراتوب                        | —          |